# Победнице европских првенстава у атлетици на отвореном — 50 километара ходање
Освајачице медаља на Европским првенствима у атлетици на отвореном у дисциплини ходања на 50 километара, која је у програму од Европског првенства у Берлину 2018., приказане су у следећој табели са постигнутим резултатима, рекордима и билансом освојених медаља по земљама. Резултати су приказани у формату сати:минути:секунде.

## Освајачице медаља на Европским првенствима на отвореном
| Европско првенство |                            | Резултат    |                        | Резултат |                             | Резултат |
| Берлин 2018 детаљи | Инес Енрикес · Португалија | 4:09:21 РЕП | Јулиа Такач · Мађарска | 4:15:22  | Кристина Јудкина · Украјина | 4:20:46  |

### Биланс медаља екипно
Стање после ЕП 2018.
| #              | Држава         |   |   |   |   |
| -------------- | -------------- | - | - | - | - |
| 1.             | Португалија    | 1 | 0 | 0 | 1 |
| 2.             | Мађарска       | 0 | 1 | 0 | 1 |
| 3.             | Украјина       | 0 | 0 | 1 | 1 |
| Укупно 3 земље | Укупно 3 земље | 1 | 1 | 1 | 3 |